# Protaetia lumawigi
Protaetia lumawigi är en skalbaggsart som beskrevs av Arnaud 1987. Protaetia lumawigi ingår i släktet Protaetia och familjen Cetoniidae. Inga underarter finns listade i Catalogue of Life.